# Lipni Dol
Lipni Dol este o localitate din comuna Laško, Slovenia, cu o populație de 42 de locuitori.